# 썸 (영화)
"썸"(영어: Some)은 2004년에 개봉한 대한민국의 스릴러 영화이다.

## 캐스팅
- 고수 : 강성주 역
- 송지효 : 서유진 역
- 강성진 : 이 형사 역
- 이동규 : 민재일 역
- 조경훈 : 추 형사 역
- 강신일 : 오 반장 역
- 권민 : 정찬 역
- 박철호 : 권철우 역
- 이유정 : 해킹녀 역
- 조문홍 : 흑마왕 역
- 이국호 : 중간보스 역
- 전우재 : 오피스텔 부산 패거리 1 역
- 김용운 : 오피스텔 부산 패거리 2 역
- 김혜진 : 피어싱 차량 여자 1 역
- 한재영 : 트레일러 운전기사 역

## 수상
- 2005년 제42회 대종상
  - 신인남우상 - 고수